# Atanazije I. od Carigrada
Atanazije I. Carigradski (1230. – 28. 10. 1310.) bio je dva puta ekumenski patrijarh Carigrada (Konstantinopol).
Rođen je u Adrianopolu (Edirne).
Naslijedio je isprva Grgura II. 1289. Atanazija je naslijedio Ivan XII. Carigradski.
1303. Atanazije je opet postao patrijarh. Naslijedio ga je Nefon I.
Ne zna se mnogo o njemu, ali je poznato da je Atanazije izabrao Andronik II. Paleolog.
Atanazije se usprotivio uniji Rimokatoličke i Pravoslavnih crkvi.
Atanazije se slavi kao svetac u pravoslavlju.